# けいすきー
けいすきーは日本の男性歌い手。アコースティック・ギターの弾き語り動画をYouTubeに投稿している。

## 来歴
2022年3月9日、YouTubeでの動画投稿を通して歌い手としての活動を開始する。初投稿は尾崎豊の「ダンスホール」のカバー動画であり、それを皮切りに毎月3本前後のカバーを投稿している。チャンネル名は「けいすきーチャンネル」。
出身地や年齢などは非公表であるほか、動画内での顔出しはしていない。
チャンネルの自己紹介には、「どれも私が好きな曲ばかりで、全て御本家様へのリスペクトを持って弾き語りをしています。その中でも特に、浦島坂田船の志麻さん、めいちゃん、尾崎豊さんは心の底から大好きです。」と書かれており、浦島坂田船の志麻、めいちゃん、尾崎豊のファンであることが明かされている。また、カバーする曲の年代やジャンルもJ-POP、ボカロ、洋楽など多岐にわたっている。